# Výuka cizích jazyků
Výuka cizích jazyků je nezbytná pro dorozumívání se mezi jednotlivými národy, které nehovoří stejným jazykem. Jejím cílem je zvýšení jazykových znalostí, aby byli lidé schopni komunikovat v cizím jazyce a aby poznali reálie dané země a porozuměli tak jejím kulturním zvyklostem. Na osvojování cizího jazyka má vliv několik proměnných. Patří mezi ně zejména věk učícího se, metody, které učitelé jazyků využívají a strategie učení jazyka, které používají samotní žáci.

## Metody výuky cizího jazyka
Zatímco dříve se učitelé drželi konzervativnějšího přístupu a využívali v hodinách spíše klasické učebnice, cvičebnice, výklad, zkoušení a dril, dnes je naopak viditelná snaha o inovativní a netradiční přístupy. To je důvod proč se do výuky zařazují počítače nebo didaktické hry. Existuje mnoho druhů klasifikací metod, a proto se ani samotní autoři neshodují v jednotném dělení metod. Metody se dají dělit na přímé a nepřímé. Metodu přímou je vhodné zařazovat v raném věku dítěte, učí se stejně jako mateřský jazyk, čili především komunikací a poslechem. Zatímco metodu nepřímou je lepší volit, až je dítě starší a schopné porozumět gramatickým jevům a učit se nazpaměť.

Metody se mohou dělit také dále podle hlediska pramene poznání a typu poznatků na metody demonstrační a praktické (jsou založené na pozorování demonstrací). Z hledisky aktivity a samostatnosti žáků se metody dělí na sdělovací (zaměřeny na vysvětlování) a metody samostatné práce. Využívají se i aktivizující metody, které jsou dále dělené na metody diskuzní, situační a inscenační. S inovativními přístupy vznikly metody alternativní, kam patří například Brainstorming (generování co nejvíce nápadů na dané téma), Berlitz metoda (učitel vstoupí do hodiny a mluví jen v cizím jazyce) či metoda CLIL (propojení cizího jazyka a jiného odborného předmětu, ve kterém je jeho obsah přednášen cizojazyčně).

## Vliv věku na výuku
Autoři se shodují, že věk nemá na výuku cizích jazyků velký vliv. Mnohem větší roli hraje při osvojování mateřského jazyka. Což potvrzuje Lennerbergova hypotéza tzv. kritického období, tj. období, kdy je pro dítě nejjednodušší si jazyk osvojit, je to od 2. roku života do začátku puberty. A hypotéza od Mayberryové, která tvrdí, že čím více budou děti v předškolním věku pilovat svůj mateřský jazyk, tím snazší pak pro ně bude osvojit si jazyk cizí.

Výuka jazyka v raném věku, je ovlivňována i jinými faktory, než je věk. Ty pak mohou výhodu učení cizímu jazyku v nízkém věku vykompenzovat, patří sem například nadání, motivace, osobnostní charakteristiky či strategie učení, které žáci využívají. Záleží především na individuálním přístupu jedince a jeho rodiny k jazyku.

## Strategie osvojování jazyka
Strategie pomáhají k rozvoji klíčových kompetencí, které jsou součástí Rámcového vzdělávacího programu o jehož naplnění školy usilují. Strategie učení se cizímu jazyku představují postupy napomáhající žákům v osvojování a používání jazyka. Dělí se na přímé a nepřímé strategie. Přímé slouží přímo k procesu učení, dělí se do několika dalších skupin:
- kognitivní - procvičování jazyka, shrnutí, dedukce
- kompenzační - odhadování, mimika
- paměťové - asociace, pojmové mapy.[6]

Nepřímé strategie působí podpůrně na motivační stránky a dělí se na:
- metakognitivní - příprava a plánování učení, anticipace, evaluace
- afektivní - sebeodměňování, sebepovzbuzování
- sociální - žádání o vysvětlení, spolupráce s rodilými mluvčími[6]

Osvojení strategií může usnadnit získání a uchování znalostí. Každý žák má osvojenou nějakou z strategií, i když se třeba vyhýbá komunikaci v jazyce, v tom případě se jedná o přímou kompenzační strategii. Samotná efektivita strategií je pak ovlivněna mnoha proměnnými, například věkem, genderem, demografickým složením tříd, učitelem atd.